# کولد استریم (ویرجینیای‌غربی)
کولد استریم (به انگلیسی: Cold Stream) یک منطقهٔ مسکونی در ایالات متحده آمریکا است که در شهرستان همپشر، ویرجینیای غربی واقع شده‌است.